# Eleccions parlamentàries poloneses de 1928
Les Eleccions parlamentàries poloneses de 1928 es van celebrar a la Segona República Polonesa per a elegir el Sejm del 4 a 11 de març de 1928, les primeres després del cop d'estat de maig de 1926 del mariscal Józef Piłsudski. El partit més votat fou el Bloc no Partidista de Col·laboració amb el Govern, pro-Sanacja. Malgrat que hi hagué moltes irregularitats i pressió dels mitjans perquè guanyés el partit del poder, es consideren les últimes eleccions lliures fins a les de 1989.

## Resultats
|  | Partit                                                                                   | Escons al Sejm | Escons al Senat |
|  | ---------------------------------------------------------------------------------------- | -------------- | --------------- |
|  | Bloc no Partidista de Col·laboració amb el Govern (Bezpartyjny Blok Współpracy z Rządem) | 125            | 48              |
|  | Partit Socialista Polonès (Polska Partia Socjalistyczna)                                 | 64             | 10              |
|  | Bloc de les Minories Nacionals (Blok Mniejszości Narodowych)                             | 61             | 22              |
|  | Partit Popular Polonès-Wyzwolenie (Polskie Stronnitctwo Ludowe-Wyzwolenie)               | 41             | 7               |
|  | Unió Nacional Populista (Związek Ludowo-Narodowy)                                        | 38             | 9               |
|  | Chrzescijańska Demokracja                                                                | 34             | 6               |
|  | Partit Popular Polonès-Piast (Polskie Stronnitctwo Ludowe-Piast)                         | 30             | 2               |
|  | Partit Camperol (Stronnictwo Chłopskie)                                                  | 25             | 3               |
|  | Narodowa Partia Robotnicza                                                               | 11             | 3               |
|  | Partit Comunista de Polònia (Związek Robotników i Chłopów)                               | 7              | 0               |
|  | Independents                                                                             | 8              | 1               |
|  | Total                                                                                    | 444            | 111             |